# Hispanophobie
 (juillet 2025).
Si vous disposez d'ouvrages ou d'articles de référence ou si vous connaissez des sites web de qualité traitant du thème abordé ici, merci de compléter l'article en donnant les références utiles à sa vérifiabilité et en les liant à la section « Notes et références ».

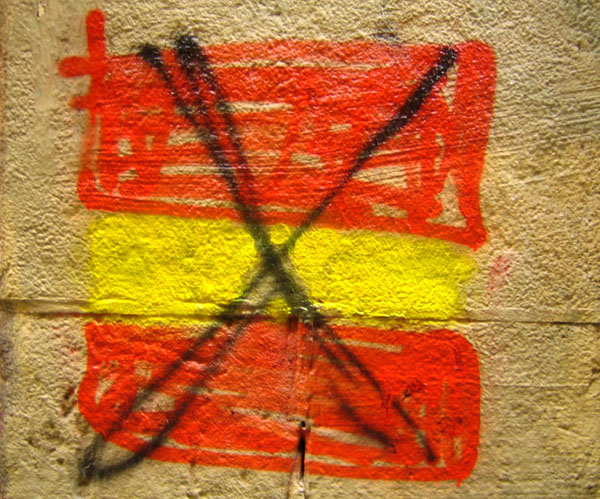
Graffiti du drapeau espagnol défiguré, dans la vieille ville de Donostia - San Sebastián.

L'hispanophobie est une méfiance, une aversion, une haine ou une discrimination contre les Hispaniques en général ou contre les latino-américains ou plus généralement contre les gens dont la culture est hispanique et la langue espagnole. Son opposé est l'hispanophilie. Ce phénomène historique a eu trois étapes principales, originaires de l'Europe du XVIe siècle, qui se sont réveillées au cours des conflits du XIXe siècle sur des territoires espagnols et mexicains, telles que les guerres hispano-américaines et mexicano-américaines, et enfin accompagnées de controverses à forte connotation politique, telles que le conflit bilingue, l'éducation et l'immigration clandestine aux États-Unis.

## Légende noire
Les premiers cas d'hispanophobie sont apparus lorsque l'influence de l'empire espagnol et de l'inquisition se propagea à travers l'Europe de la fin du Moyen Âge. Au cours de cette période, l'hispanophobie s'est matérialisée dans le folklore, parfois appelé la légende noire :
La légende est née des conflits religieux et des rivalités impériales en Europe au XVIe siècle. Les Européens du Nord, qui haïssaient l'Espagne catholique et enviaient son empire américain[Lesquels ?], ont publié des livres et des gravures sanglantes qui décrivaient la colonisation espagnole comme étant particulièrement barbare : orgie de cupidité, meurtre et dépravation papiste, l'Inquisition au sens large.
La leyenda negra, comme l'appelèrent les historiens espagnols, évoquait les Espagnols comme inhabituellement cruels, avares, perfides, fanatiques, superstitieux, au sang  chaud, corrompus, décadents, indolents et autoritaires. Alors que l'Espagne et l'Angleterre colonisaient les Amériques, la Légende noire informa les anglo-américains de ses jugements sur les forces politiques, économiques, religieuses et sociales qui avaient façonné les provinces espagnoles de la Floride à la Californie, ainsi que dans tout l'hémisphère. Ces jugements ont été rendus par des Européens qui considéraient les Espagnols comme inférieurs aux autres cultures européennes.

## Hispanophobie aux États-Unis
Aux États-Unis, au début du XXe siècle, les Anglo-Américains utilisaient l'eugénisme comme base de leur hispanophobie. Avec le soutien de l'eugéniste C.M. Goethe, l'hispanophobie est devenue un problème politique Selon l'historien David J. Weber (en), une autre circonstance qui a façonné la profondeur de l'hispanophobie des Anglo-Américains est le degré auquel ils considéraient les Hispaniques comme un obstacle à leurs ambitions. À mesure que les États-Unis devenaient une république, le sentiment anti-espagnol affichait une recrudescence. L’Espagne était perçue à la fois comme l’antithèse de la séparation de l’Église et de l’État et un parangon de la monarchie et du colonialisme. Cette opposition apparemment fondamentale aux principes fondateurs des États-Unis a alimenté une hostilité qui a finalement abouti à la guerre hispano-américaine de 1898.
L’historiographie de la révolution texane met en évidence l’hispanophobie :

« En substance, la rébellion du Texas n’était rien de plus qu’une lutte pour le pouvoir politique et économique, mais les premiers historiens du Texas ont élevé la révolte contre le Mexique à un « choc sublime d’influences morales », une « lutte morale » et une « guerre de principes ». [...] L'hispanophobie, avec sa variante particulièrement vitriolée anti-mexicaine, a également servi de justification pour maintenir les Mexicains « à leur place ». »

Au cours du XXe siècle, un ensemble de forces essentiellement politiques et économiques ont poussé l'immigration d'une multitude de pays hispanophones — tels que Cuba, le Guatemala, la République dominicaine et le Mexique — vers l'économie relativement forte et l'environnement politique stable des États-Unis. En conséquence, selon certains historiens, les Américains ont maintenant un système appelé hispanique, qui ne décrit pas une personne née dans un pays hispanophone, ni une personne qui parle bien ou mal l'espagnol, ni même une personne qui porte un nom hispanique, quelqu'un qui s'identifie en tant que tel. En tant que corollaire clé de cette évolution, c’est vers ce groupe, qui n’est pas défini avec précision ni rigoureusement, que l’hispanophobie américaine est maintenant principalement orientée. De nombreuses formes d'hispanophobie endémiques à la Révolution texane sont encore florissantes aux États-Unis.